# Wieseberg
Wieseberg ist ein Ortsteil von Lödla im Landkreis Altenburger Land in Thüringen.

## Geografie

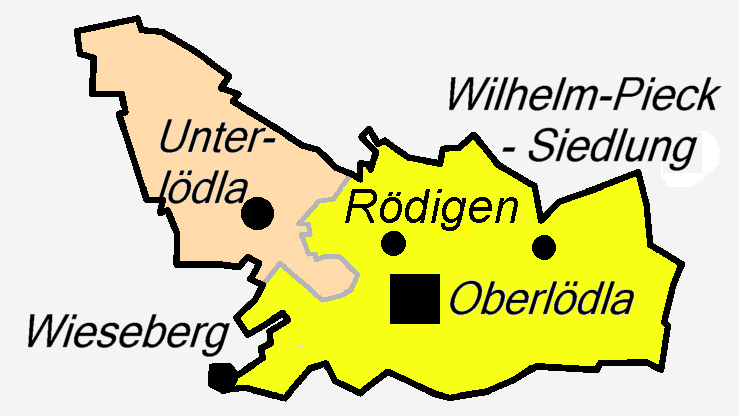
Lage von Wieseberg in der Gemarkung Oberlödla der Gemeinde Lödla

Der Ort liegt im Altenburg-Zeitzer Lößhügelland im Einzugsgebiet des Gerstenbachs an der Oberkante eines Steilhanges umgeben von Feldern sowie östlich und südlich Wälder. Diese sind als Rekultivierungsmaßnahmen des Braunkohlentagebaues entstanden, allerdings existierten auch Tiefbauschächte, an deren ehemaligen Standorten auch eine landwirtschaftliche Nutzung erfolgt. Das Stadtzentrum der Kreisstadt Altenburg liegt 5 km östlich des Ortes.
Umliegende Orte sind im Uhrzeigersinn im Osten Oberlödla als Hauptort der Gemeinde Lödla, im Südosten Steinwitz als Ortsteil von Altenburg, im Süden Lossen als Ortsteil von Göhren und im Westen Schlauditz, Monstab sowie im Norden Wiesenmühle, alle drei sind Ortsteile der Gemeinde Monstab.

## Geschichte
Wieseberg stellt eine sehr kleine weilerartige Arbeitersiedlung des 19. Jahrhunderts dar. Sie entstand ab 1836. Der Ort lag zunächst in der Gemeinde Lossen im Herzogtum Sachsen-Altenburg und gehörte bezüglich der Verwaltung zum Ostkreis (bis 1900) bzw. zum Landratsamt Altenburg (ab 1900). Wieseberg gehörte ab 1918 zum Freistaat Sachsen-Altenburg, der 1920 im Land Thüringen aufging. 1922 wurde Wieseberg dem Landkreis Altenburg unterstellt. Im Ort existieren keine bäuerlichen Anwesen. Im Jahr 1948 existierten sechs Wohnhäuser, heute sind es acht. Am 1. Juli 1950 wurde die Gemeinde Lossen nach Göhren eingemeindet, der Ort Wieseberg wurde jedoch in die Gemeinde Lödla umgegliedert.